# Cold War (canção)
"Cold War" é uma canção da cantautora norte-americana Janelle Monáe, lançada como o segundo single do álbum The ArchAndroid (Suites II and III) em 20 de setembro de 2010 pelas distribuidoras fonográficas Wondaland Arts Society e Bad Boy Records. Foi escrita por Nathaniel Irvin III, Charles Joseph II, Janelle Monáe Robinson e produzida por Nate Wonder, Chuck Lightning, Janelle Monáe.
Musicalmente trás influências de indie rock, música soul e new wave. O videoclipe da canção foi lançado em 5 de agosto de 2010 e mostra Monáe se expressando em frente a câmera enquanto canta, e foi apresentada na quinquagésima terceira edição do Grammy Awards. "Cold War" alcançou a posição 37 da parada musical da Bélgica.

## Composição e recepção da crítica
Musicalmente, "Cold War" é uma canção indie rock, soul e new wave, que "possui ganchos fortes, uma batida 'fortemente adocicada'" e uma abundância de ficção científica. Monáe anuncia uma vingança ao público nacional na canção, dizendo "As entranhas vem e todos os poderosos irão desmoronar/Nós devemos ser valentes está noite e ter fé no mundo". Dan Nishimoto do portal Prefix, em revisão ao álbum The ArchAndroid (Suites II and III), notou que o tema do single faz você esquecer as memórias tristes da canção "Violet Stars Happy Hunting!", disponível no extended play da artista, Metropolis: Suite I (The Chase) (2007). Matthew Cole da Slant Magazine disse que "[Cold War] desencadeia um cinturão que faria inveja a Beyoncé".

## Vídeo musical e apresentações ao vivo

Monáe após derramar lágrimas espontâneas durante o vídeo.

O videoclipe da "Cold War" foi gravado em um fundo preto no auditório do sanatório The Palace of the Dogs, sob direção de Wendy Morgan e foi lançado em 5 de agosto de 2010 no seu canal oficial do site de compartilhamento de vídeos Youtube. O vídeo foi filmado primeiro do que o vídeo de "Tightrope" — primeiro single do álbum The ArchAndroid (Suites II and III) —, cuja gravação aconteceu no dia seguinte. Em uma entrevista para revista Rap-Up, Monáe explicou o conceito do vídeo, dizendo:
| “ | [O vídeo] trata de uma psicose — você está em minha mente e você terá uma chance de entender Metropolis, onde tudo surgiu [a partir] dos meus pensamentos. É muito psicodélico e alucinante. | ” |

No registro, Monáe aparece nua dos ombros para cima, filmada em uma só tomada, focando em seu rosto. Em frente a câmera, a músico faz caretas e sorrisos, chorando em alguns momentos. "Cold War" foi apresentada na quinquagésima terceira edição do Grammy Awards em 13 de fevereiro de 2011, aonde Monáe estava vestindo uma camisa branca, uma calça e uma longa capa preta, com suporte do rapper B.o.B. na guitarra e o cantor Bruno Mars na bateria. Michael Barthel, do portal Pop Dust considerou a performance de Monáe um dos destaques da noite do Grammy, confirmando que a músico cresceu desde a abertura do show do cantor Prince no Madison Square Garden, mêses antes da premiação.

## Faixas e formatos
"Cold War" foi lançada em apenas dois formatos, como CD single e download digital, sendo o primeiro formato comercializado apenas na Bélgica, com a faixa original do álbum The ArchAndroid (Suites II and III).
| CD single |            |                                                                |                                             |         |  |
| N.º       | Título     | Compositor(es)                                                 | Produtor(es)                                | Duração |  |
| 1.        | "Cold War" | Nathaniel Irvin III, Charles Joseph II, Janelle Monáe Robinson | Nate Wonder, Chuck Lightning, Janelle Monáe | 3:23    |  |

| Download digital |            |                                                                |                                             |         |  |
| N.º              | Título     | Compositor(es)                                                 | Produtor(es)                                | Duração |  |
| 2.               | "Cold War" | Nathaniel Irvin III, Charles Joseph II, Janelle Monáe Robinson | Nate Wonder, Chuck Lightning, Janelle Monáe | 3:23    |  |

## Desempenho nas tabelas musicais
"Cold War" alcançou a posição 37 na parada músical da Bélgica Ultratop 40, na região da Valônia e permaneceu por uma semana em atividade.
| País/Parada musical (2010)    | Melhor posição |
| ----------------------------- | -------------- |
| Bélgica (Ultratop 40 Valônia) | 37             |

## Créditos de elaboração
Lista-se abaixo os profissionais envolvidos na elaboração de "Cold War", de acordo com o encarte acompanhante do álbum The ArchAndroid (Suites II and III).
- Janelle Monáe - Vocais
- Nathaniel Irvin III, Charles Joseph II, Janelle Monáe Robinson - Composição
- Nate Wonder, Chuck Lightning, Janelle Monáe - Produção